# Gerhard Speiser
Gerhard Speiser (25 ottobre 1975) è un ex sciatore alpino tedesco.

## Biografia
Slalomista puro originario di Bolsterlang, Speiser debuttò in campo internazionale ai Mondiali juniores di Monte Campione/Colere 1993; in Coppa del Mondo esordì il 24 novembre 1996 a Park City (28º) e ottenne il miglior piazzamento il 1º dicembre dello stesso anno a Breckenridge (27º). Ai Mondiali di Sestriere 1997, sua unica presenza iridata, non completò la prova; il 13 gennaio 1998 prese per l'ultima volta il via in Coppa del Mondo, a Veysonnaz senza completare la prova, e l'11 febbraio successivo ottenne a Sankt Moritz l'ultimo podio in Coppa Europa (2º). Si ritirò al termine della stagione 2002-2003 e la sua ultima gara fu lo slalom speciale dei Campionati tedeschi 2003, disputato il 22 marzo a Todtnau e chiuso da Speiser al 18º posto.

## Palmarès

### Coppa del Mondo
- Miglior piazzamento in classifica generale: 132º nel 1997

### Coppa Europa
- 1 podio (dati dalla stagione 1994-1995):
  - 1 secondo posto

### Campionati tedeschi
- 3 medaglie (dati dalla stagione 1994-1995):
  - 3 bronzi (slalom speciale nel 1996; slalom speciale nel 1997; slalom speciale nel 1999)